# Тектонічна структура
Тектонічна структура (англ. tectonic structure, нім. tektonische Struktur f ) 
– 
- 1. Відособлена ділянка тектоносфери, що сформувалася в умовах певного тектонічного режиму. За розміром розрізняють Т.с.:
  - 1-го (материки, океанічні западини),
  - 2-го (платформи і складчасті геосинклінальні пояси, таласократони та рухомі серединно-океанічні пояси),
  - 3-го (складчасті системи, авлакогени, синеклізи, антеклізи) та інших порядків.
- 2. Тектонічна будова певного регіону, товщі гірських порід або земної кори в цілому.